# Grupa jordanowska
Grupa jordanowska - ugrupowanie kultury lendzielsko-polgarskiej nad górną i środkową Odrą powstałe w II połowie IV tysiąclecia p.n.e. wyróżnione na podstawie odkryć na osadzie i cmentarzysku w Jordanowie Śląskim.
Ludność jordanowskośląska utrzymywała dość liczne kontakty z innymi społecznościami. Widoczne są wyraźne wzorce z kręgu polgarskiego, stąd noszone przez nią ozdoby nawiązują do tych noszonych przez plemiona późnotiszapolgarskie i bodrogkereszturskie. Pewne kontakty grupa ta także utrzymywała ze społecznościami grupy brzeskokujawskiej, świadczyć może o tym ceramika brzeskokujawska znajdowana na stanowiskach jordanowskich, a także analogiczne formy ozdób. Naczynia jordanowskie są starannie wylepione i wypalone. Najczęściej używano gliny schudzonej drobno- i średnioziarnistym piaskiem lub tłuczniem. Ceramikę charakteryzuje ciemnoszara, prawie czarna barwa. Powierzchnia naczyń może być starannie wygładzona, niekiedy aż do połysku, bądź przy wylewie gładzona, niżej zaś chropowacona obrzucaniem powierzchni gliną.
W inwentarzu ceramicznym na plan pierwszy wysuwają się naczynia w kształcie dwuuchych dzbanów o brzuścach wyraźnie kulistych, w kształcie spłaszczonej kuli oraz dwustożkowatych i wysokich szyjkach uformowanych cylindrycznie bądź zwężających się ku górze. Spotykane są również misy stożkowate o brzegach zachylonych do wnętrza, puchary na pustych masywnych cylindrycznych nóżkach, naczynia dwustożkowate i baniaste.
Podstawową formą zdobnictwa są wiązki linii rytych ustawionych pionowo bądź pod kątem do siebie, tworząc ornamentykę krokowiastą. Bardzo częste jest także współwystępowanie wiązek linii rytych z liniami złożonymi z nakłuć. Występują także elementy plastyczne tj. okrągłe guzy, płaskie, pionowe wyrostki przekłute poziomo.
Ceramika grupy jordanowskiej odpowiada czasowo schyłkowi Lendziel IV na Słowacji, młodszej fazie ceramiki nie malowanej na Morawach, przełomowi faz II/III w Małopolsce, młodszej fazie grupy ocickiej na Górnym Śląsku i fazom III i IV kultury pucharów lejkowatych.